# Kirch Jesar
Kirch Jesar é um município da Alemanha, situado no distrito de Ludwigslust-Parchim, no estado de Mecklemburgo-Pomerânia Ocidental. Tem 18,76 km² de área, e sua população em 2019 foi estimada em 623 habitantes.